# Clemencia (Bolívar)
Clemencia es un municipio ubicado al norte de Colombia, en el departamento de Bolívar. Limita al norte y occidente con Cartagena de Indias, al norte y oriente con Santa Catalina y al sur con los municipios de Santa Rosa y Villanueva.

## División Político-Administrativa
Además, de su Cabecera municipal. Clemencia tiene bajo su jurisdicción los siguientes centros poblados: 
- El Peñique
- Las Caras.

## Historia
El origen de Clemencia se encuentra en la parcelación de los territorios cercanos a Cartagena de Indias en 1704; el territorio actual del municipio fue entregado al sacerdote Juan Domínguez y heredado por su familia; a fines del siglo XVIII la parcela es adquirida por Pablo Salcedo, quien tras la Guerra de Independencia cede sus títulos a su hija María Clemencia Grau. Debido a que es durante esta época que se consolida el pequeño asentamiento, se generaliza el nombre de "Tierra de Clemencia". Fuentes orales indican que esta joven mujer paseaba todas las tardes en su magnífico caballo blanco recorriendo las tierras que en honor a ella fueron llamadas Clemencia. En 1995 el territorio es erigido en municipio segregándose del municipio de Santa Catalina. Su principal fuente económica es la agricultura.

## Economía
La principal actividad económica del municipio es la agricultura, y en segundo lugar se encuentran disputando la ganadería vacuna y el comercio informal, en la que sus habitantes transportan sus productos a las comunidades vecinas y a la ciudad de Cartagena.

## Sitios de interés
El pozo de Caracolí, el Ataúd y el Volcán.

## Estructura organizacional municipal
| Clemencia    | Clemencia   | Clemencia                  |
| Departamento | Código DANE | Categoría municipal (2023) |
| ------------ | ----------- | -------------------------- |
| Bolívar      | 13222       | Sexta                      |

- Personería: Es un centro del Ministerio Público de Colombia que ejerce, vigila y hace control sobre la gestión de las alcaldías y entes descentralizados; velan por la promoción y protección de los derechos humanos; vigilan el debido proceso, la conservación del medio ambiente, el patrimonio público y la prestación eficiente de los servicios públicos, garantizando a la ciudadanía la defensa de sus derechos e intereses.

- Concejo Municipal: Es la suprema autoridad política del municipio. En materia administrativa sus atribuciones son de carácter normativo. También le corresponde vigilar y hacer control político a la administración municipal. Se regulan por los reglamentos internos de la corporación en el marco de la Constitución Política Colombiana (artículo 313) y las leyes, en especial la Ley 136 de 1994 y la Ley 1551 de 2012.

Constituido por 11 concejales por un periodo de 4 años.
- Alcaldía Municipal: En esta se encuentra la administración municipal y las entidades descentralizadas del municipio.

El Alcalde se pronuncia mediante decretos y se desempeña como representante legal, judicial y extrajudicial del municipio. El actual Alcalde municipal es Miguel Barrios Coneo (2024-2027), elegido por voto popular.
- JAL.

## Servicios públicos
- Energía Eléctrica: Afinia, del grupo EPM, es la empresa prestadora del servicio de energía eléctrica.
- Gas Natural: Surtigas es la empresa distribuidora y comercializadora de gas natural en el municipio.